# Friedensreich Hundertwasser
Friedrich Stowasser, plus connu sous le nom de «  Friedensreich Hundertwasser Regentag Dunkelbunt », né le 15 décembre 1928 à Vienne en Autriche et mort à bord du Queen Elizabeth 2 le 19 février 2000, est un artiste, architecte et poète autrichien.

## Biographie

### Jeunesse
Friedensreich Hundertwasser est l'enfant unique d'un technicien, alors au chômage, Ernst Stowasser, et de sa femme Elsa. Son père étant mort d'une appendicite treize jours après son premier anniversaire, sa mère est obligée de s'en occuper seule.
À six ans et demi, il entre à l'école Montessori de Vienne, pour un an, et ses enseignants d'art constatent chez lui « un sens inhabituel pour les formes et la couleur ». Bien que de mère juive, Hundertwasser est baptisé dans une église catholique en 1935. Après l'annexion de l'Autriche en 1938, il est inscrit aux Jeunesses hitlériennes par sa mère, qui espérait ainsi le protéger des nazis. Deux fois, en pleine nuit, les SS viennent les arrêter, mais le jeune garçon revêt en hâte son brassard à croix gammée et son calot et exhibe les décorations de son père et de son oncle.

### Après la guerre
Dessiner et peindre devient alors sa seule consolation. La guerre finie, il change de nom et de prénom, et, persuadé de posséder en lui la force créatrice qui avait été dérobée aux soixante membres de sa famille exterminée, il se lance dans la peinture. 
En 1947, alors qu'il travaille en Basse-Autriche chez un agriculteur pour subsister à ses besoins, il est frappé par les couleurs de la terre, des plantations, ce qui renforce sa vocation de peintre. Cependant sa mère souhaite qu'il apprenne un métier plus profitable.
Après avoir obtenu son baccalauréat en 1948, il assiste à la session d'hiver 1948-1949 de l'Académie des beaux-arts de Vienne pour une durée de trois mois. Il abandonne ses études peu après. À la suite de cela, il commence à signer ses travaux avec le pseudonyme Hundertwasser, Hundert (cent) étant la traduction en allemand de CTO en russe.

#### Premiers voyages
Il voyage en avril 1949 pour la première fois en Italie, où il fait connaissance de l'artiste français René Brô,. En 1950, ils vont ensemble à Paris. Puis, Hundertwasser voyage au Maroc (premier semestre 1951), en Tunisie, en Sicile et la « Bürgeralm » (refuge) à Aflenz en Styrie.

#### Premières expositions
Friedensreich Hundertwasser tient ses premières expositions en 1952 et 1953 dans sa ville natale de Vienne, puis en 1955 à Milan, et en 1954 et 1956 à Paris.
En 1957, Hundertwasser acquiert une ferme dans le Perche, à Saint-Jean-de-la-Forêt.
En 1958, il épouse Herta Leitner à Gibraltar. Ils divorcent deux ans plus tard. La même année, il rédige le « Manifeste de la moisissure contre le rationalisme en architecture ».

#### Extrême-Orient
En 1960, Hundertwasser voyage au Japon, où il reçoit en 1961, lors de la 6e Exposition internationale d'art de Tokyo, le prix Mainichi. En 1962, il épouse la Japonaise Yuko Ikewada, mais le mariage est rompu en 1966. Au Japon, il commence à utiliser le nom « Friedensreich » (Royaume de la Paix).

#### Forêt autrichienne
Après sa ferme dans le Perche, Hundertwasser achète en 1964 la « Hahnsäge » une scierie mise hors service dans une région forestière et peu peuplée en Basse-Autriche. Loin de toute bousculade et au sein de la nature, il y aménage un nouveau logement. En 1964, ses œuvres sont présentées à la Documenta III de Kassel, dans le département de peinture.

#### Deux documentaires
De 1969 à 1971, il travaille avec le réalisateur Peter Schamoni pour le film Hundertwasser Regentag. Celui-ci est, après le film documentaire Hundertwasser par Ferry Radax (1966), le deuxième film sur la vie de l'artiste. Le film évoque un vieux cargo, avec lequel Hundertwasser a navigué de la Sicile à Venise en 1968, et qui est devenu après des rénovations le Regentag (« jour de pluie »).

#### Droits d'auteur
En 1972, Hundertwasser fonde la Grüner Janura AG, une société anonyme, en Suisse (renommée Namida AG en 2008) par laquelle il gère ses droits d'auteurs littéraires et artistiques.

#### Nouvelle Zélande
Dans les années 1970, Hundertwasser acquiert dans la baie des Îles à la pointe de l'île nord de Nouvelle-Zélande plusieurs propriétés, qui comprennent (avec une surface totale de 400 ha), toute la vallée Kaurinui. Là, il réalise son rêve de vivre et travailler dans la nature, et entre autres, dans la « bottle house » qu'il a conçue. Il y installe des capteurs solaires, une roue à eau et une station de traitement de l'eau par les plantes, ce qui lui permet de vivre en autarcie. Il expérimente aussi la technique des toits plantés.
Friedensreich Hundertwasser conçoit en 1983 le « Koru », une proposition de drapeau pour la Nouvelle-Zélande. En 1986 il propose un nouveau drapeau pour l’Australie avec l’« Uluru »

#### Timbres et travaux
Hundertwasser réalise une des affiches d'artistes éditées pour les Jeux olympiques d'été de 1972 à Munich.
En 1975, il commence à concevoir des timbres-poste. Certaines peintures d'Hundertwasser sont peintes par l'artiste spécialement pour être reproduites sur ce support, qui le fascine : en 1983, il affirme que « pendant longtemps, je fus malheureux et insatisfait parce que les tableaux que je peignais ne pouvaient soutenir la comparaison avec les timbres ».
Ses premières œuvres originales pour timbres sont émises en Autriche en 1975, et au Sénégal en 1979,. Dès 1975, Hundertwasser travaille une vingtaine de ces timbres avec le graveur autrichien Wolfgang Seidel.

#### Venise
En 1979, il acquiert, par l'intermédiaire de sa société suisse, le Giardino Eden à Venise, un grand jardin de 15 000 m2 avec palazzo.

#### Architecture
En 1982, il redessine la façade de la fabrique « Rosenthal ». Un an plus tard, la première pierre de la maison d'Hundertwasser à Vienne est posée, et, le 17 février 1986, les locataires en reçoivent la clé.
Dans les années suivantes, Hundertwasser travaille pour de nombreux projets architecturaux en Allemagne, en Autriche, en Suisse mais aussi en Californie, au Japon et en Nouvelle-Zélande.

#### Lutte
En 1984, il participe à l'occupation de la réserve naturelle du Danube à Hainburg an der Donau, pour empêcher la construction d'un barrage électrique. Il a même déchiré devant la caméra son Grand Prix de l'État autrichien.

#### Édition
En 1993, il conçoit le design artistique de la nouvelle édition du dictionnaire scolaire latin-allemand Der kleine Stowasser (de) de Joseph Maria Stowasser, « comme don à la jeunesse » selon la formulation de l'éditeur. Cette «édition jubilé » du dictionnaire est diffusée dans les pays germanophones, et publiée en 1994 en cent versions différentes (par variations de couleur). Le dictionnaire est encore ainsi aujourd'hui.
En 1995, la Hundertwasser Bibel est publiée. Ce livre de 1688 pages est illustré avec trente collages, créés spécialement pour cette édition, et une cinquantaine d'œuvres d'art. Les couvertures sont faites à la main et chacune est unique.

### Mort
Friedensreich Hundertwasser meurt le 19 février 2000 d'insuffisance cardiaque lors de son retour d'Europe pour la Nouvelle-Zélande à bord du Queen Elizabeth 2. Selon ses volontés, il est enterré dans sa propriété en Nouvelle-Zélande sous un tulipier, sans cercueil, nu et enveloppé dans un « Koruflagge », le drapeau qu'il a conçu pour la Nouvelle-Zélande.
D'après son manager, Joram Harel, Hundertwasser n'avait aucune fortune et laissait derrière lui des dettes, dues à son style de vie et à son caractère dépensier.

## Art et architecture

### Spirale
Dans les images de Hundertwasser, la forme de la spirale est très souvent présente.

### Art
Le Grand Chemin est une des œuvres majeures d'Hundertwasser. La toile, datée de 1955, mesure 1,62 m × 1,60 m. Hundertwasser a utilisé à bon escient dans ses peintures des couleurs complémentaires pour donner une plus grande luminosité à ses images. Dans Le Grand Chemin dominent les couleurs rouge, bleu et vert qui forment une spirale. Pour Hundertwasser, cette forme symbolise la loi de la nature ; le chemin entre la naissance et la mort. La forme de la spirale a délibérément de petits renflements qui semblent comme les lacs ou les clairières. « La ligne droite est athée et immorale ».

### Architecture
- Allemagne

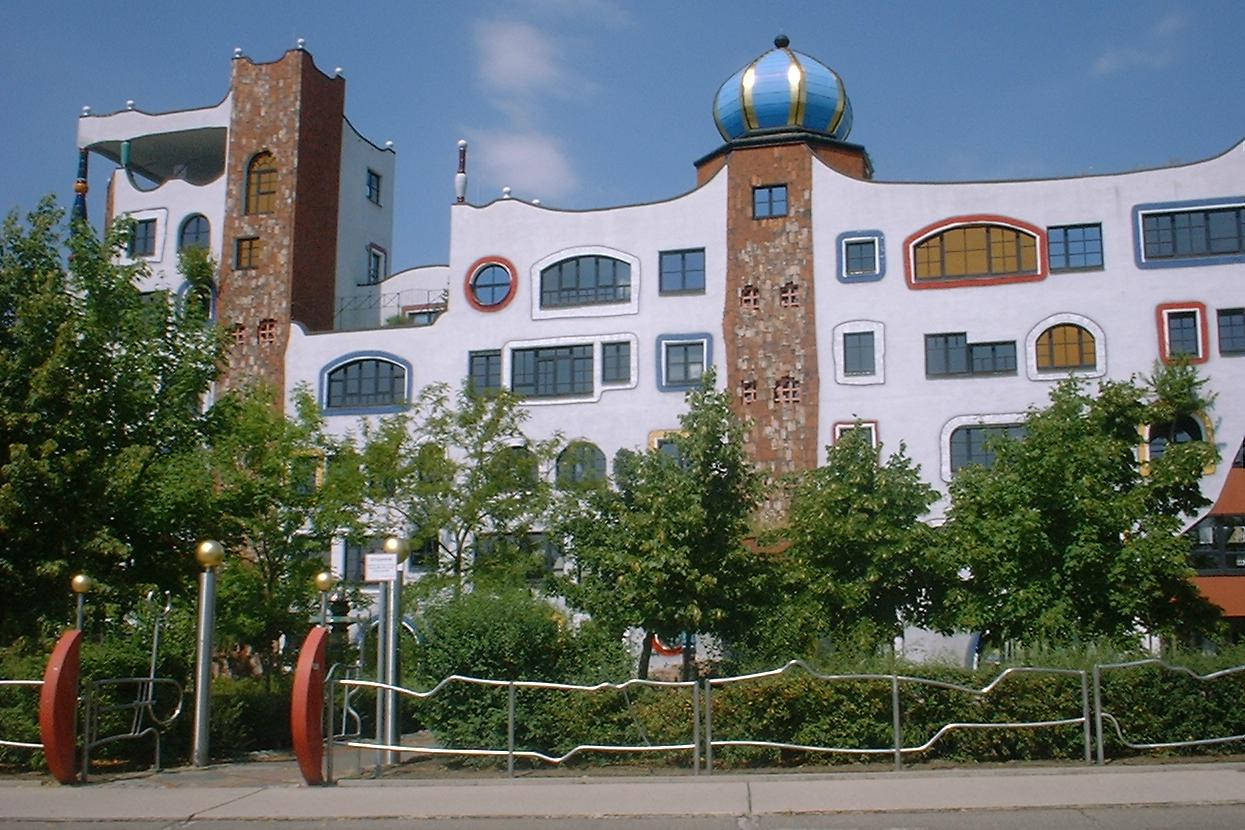
Lycée Martin-Luther à Lutherstadt Wittenberg.

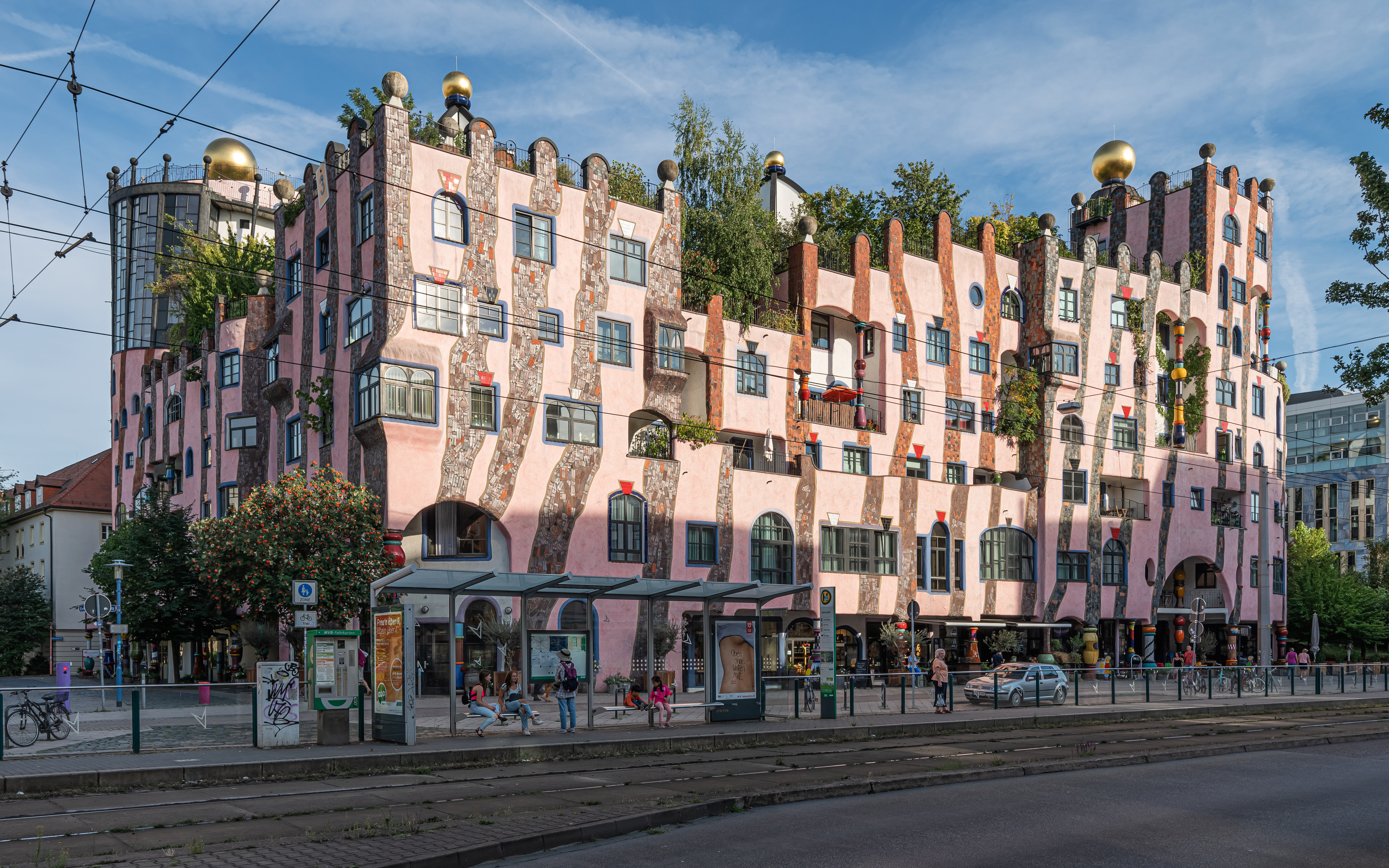
Citadelle verte de Magdebourg.

  - Fabrique Rosenthal, Selb, 1980-1982.
  - Halte-Garderie, Francfort, 1988-1995[20].
  - « Dans les prés », Bad Soden am Taunus, 1990-1993[21].
  - « Habiter sous la pluie », Plochingen, 1991-1994.
  - Lycée Martin-Luther à Lutherstadt Wittenberg, 1997-1999.
  - Maison à Plochingen, 1999.
  - Résidence Waldspirale, Darmstadt, 1998-2000.
  - Gare d'Uelzen[22], 1999-2000.
  - Citadelle verte de Magdeburg, 1999-2000[23].
  - Maison Ronald McDonald d'aide aux enfants, à Essen.
  - Tour Kuchlbauer, Abensberg.

- Autriche
  - Maison Hundertwasserhaus à Vienne[24]

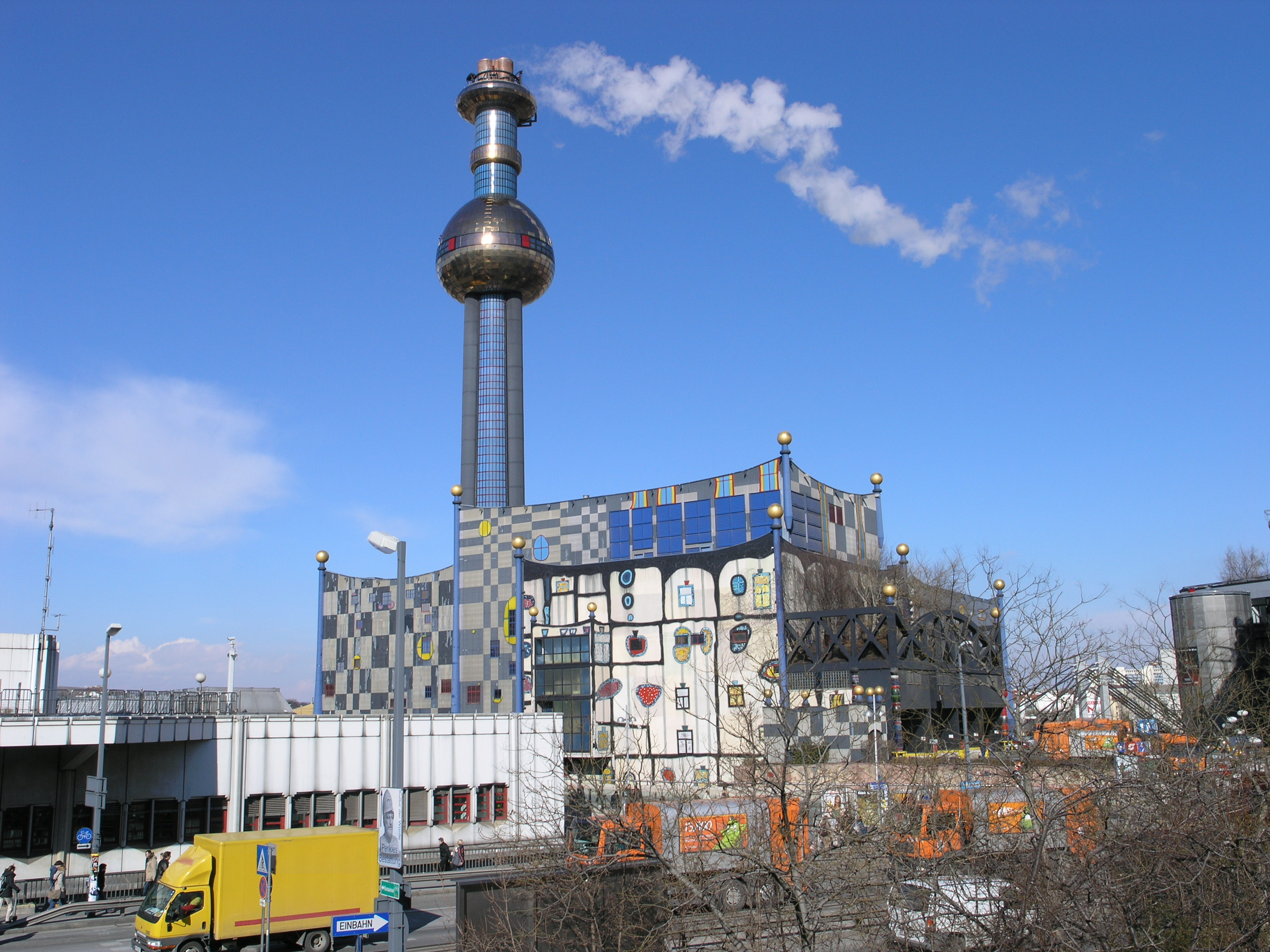
Fernwärme (l'incinérateur), Vienne, 1988-1997.

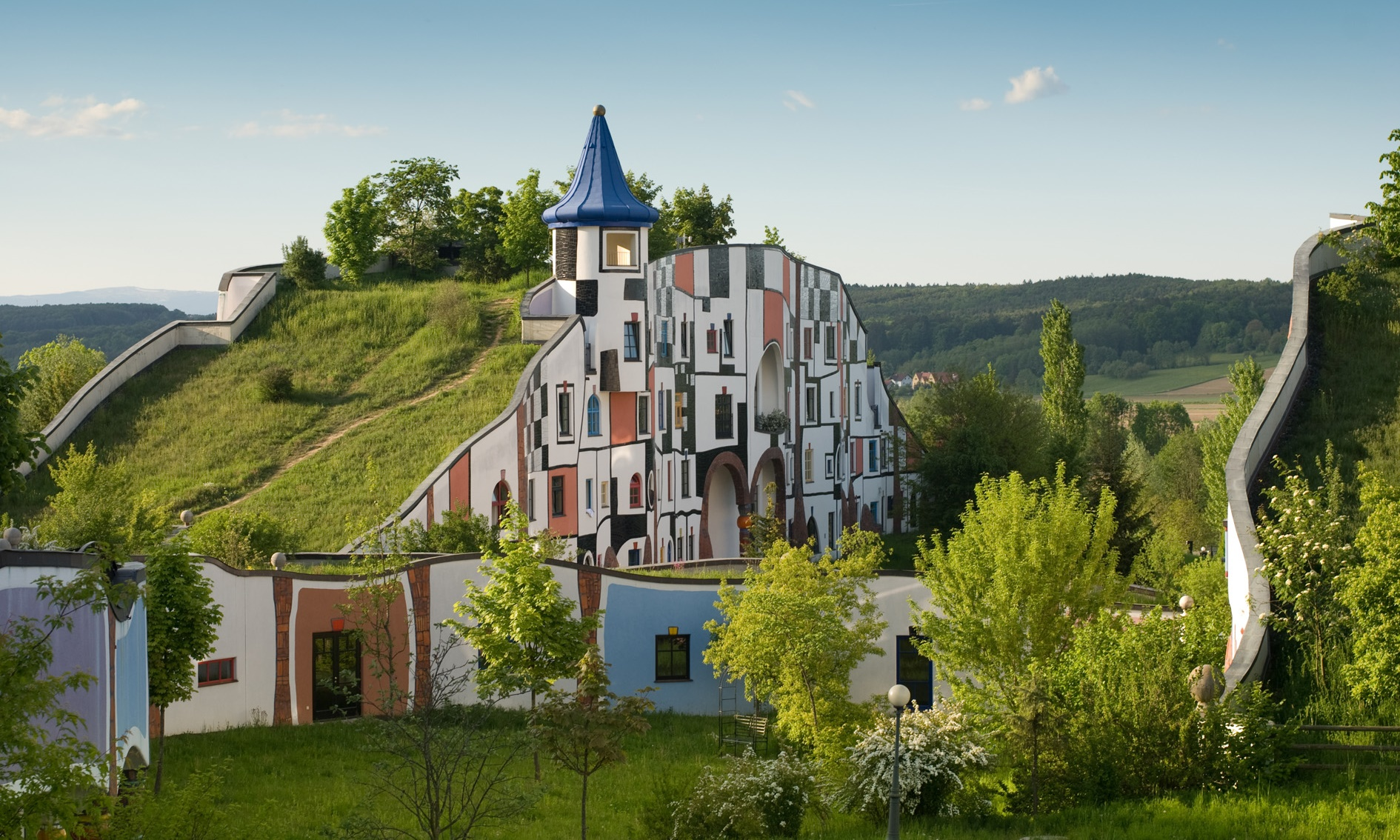
Village thermal de Blumau.

  - Mierka Getreidesilo Krems, 1982-1983.
  - Musée Rupertinum, Salzbourg, 1980-1987.
  - Église St.-Barbara, Bärnbach, 1987-1988[25].
  - Musée du village de Roiten, 1987-1988.
  - Fabrique de textile Rueff, Muntlix, 1988.
  - Fernwärme (l'incinérateur), Vienne, 1988-1997.
  - Restoroute d'autoroute, Bad Fischau, 1989-1990[25].
  - Kunst Haus Wien (musée Hundertwasser), Maison de l'art, Vienne, 1989-1991[26].
  - Maison de Hundertwasser-Krawina, Vienne, 1990-1991.
  - Brunnenanlage, Zwettl, 1992-1994.
  - Pavillon de la DDSG, Vienne, 1992-1994.
  - SpiralflussTrinkbrunnen, Linz, 1993-1994.
  - Hôpital de Graz, 1993-1994[21].
  - Village thermal de Blumau (la Styrie), 1993-1997[27].
  - Usine à Zwischenwasser.

- États-Unis
  - Quixote Winery Napa Valley, 1992-1999.

- Israël
  - SpiralflussTrinkbrunnen II, Tel Aviv, 1994-1996.

- Japon
  - Countdown 21st Century Monument for TBS Tōkyō, 1992.
  - Kid's Plaza Ōsaka, 1996-1997[28].
  - Maishima Incineration Plant Ōsaka, 1997-2000.
  - Maishima Sludge Center Ōsaka, 2000.

- Nouvelle-Zélande
  - Toilettes publiques Kawakawa, 1999.

- Suisse
  - Halles du marché d'Altenrhein, 1998-2000.

#### Ville de Bärnbach

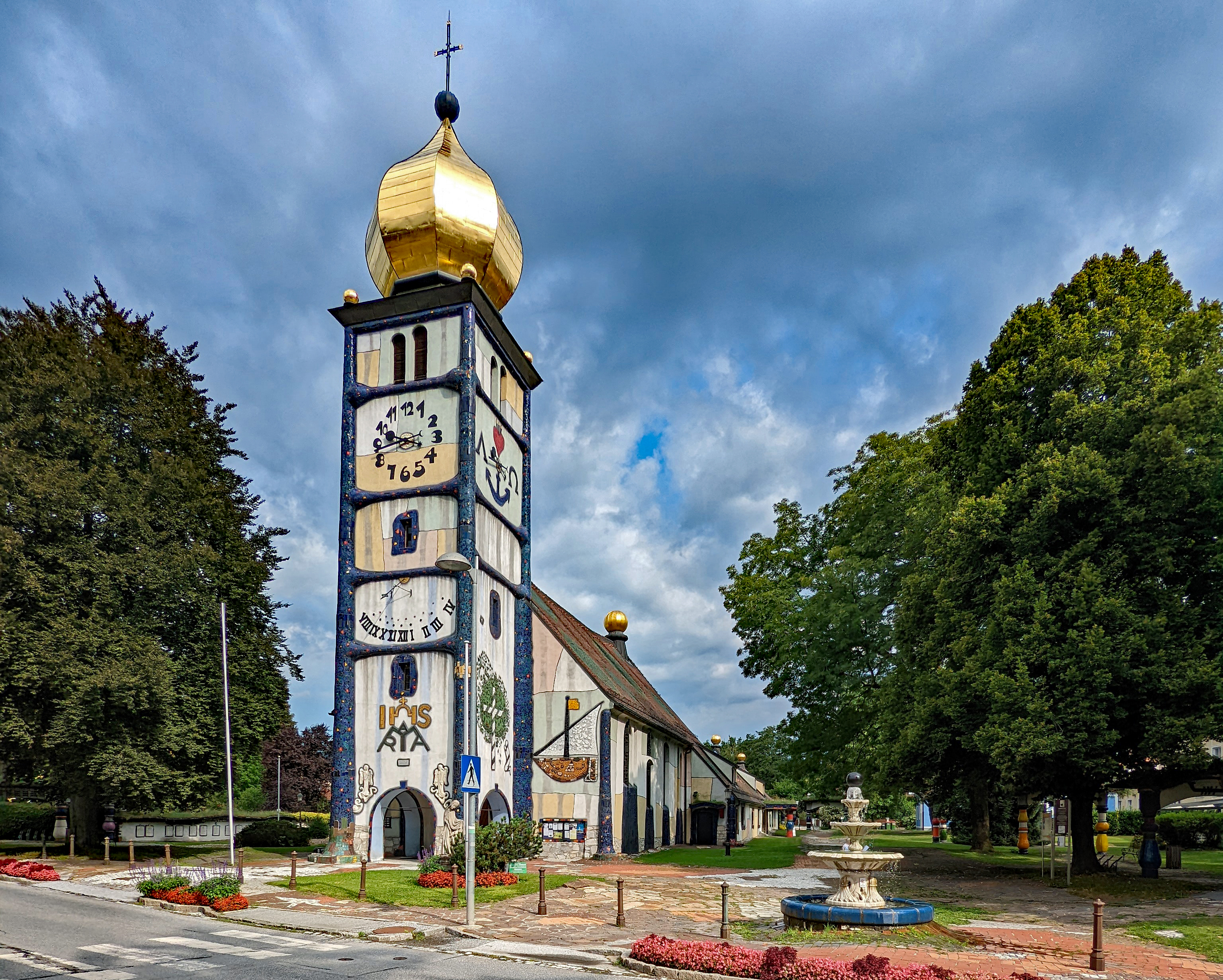
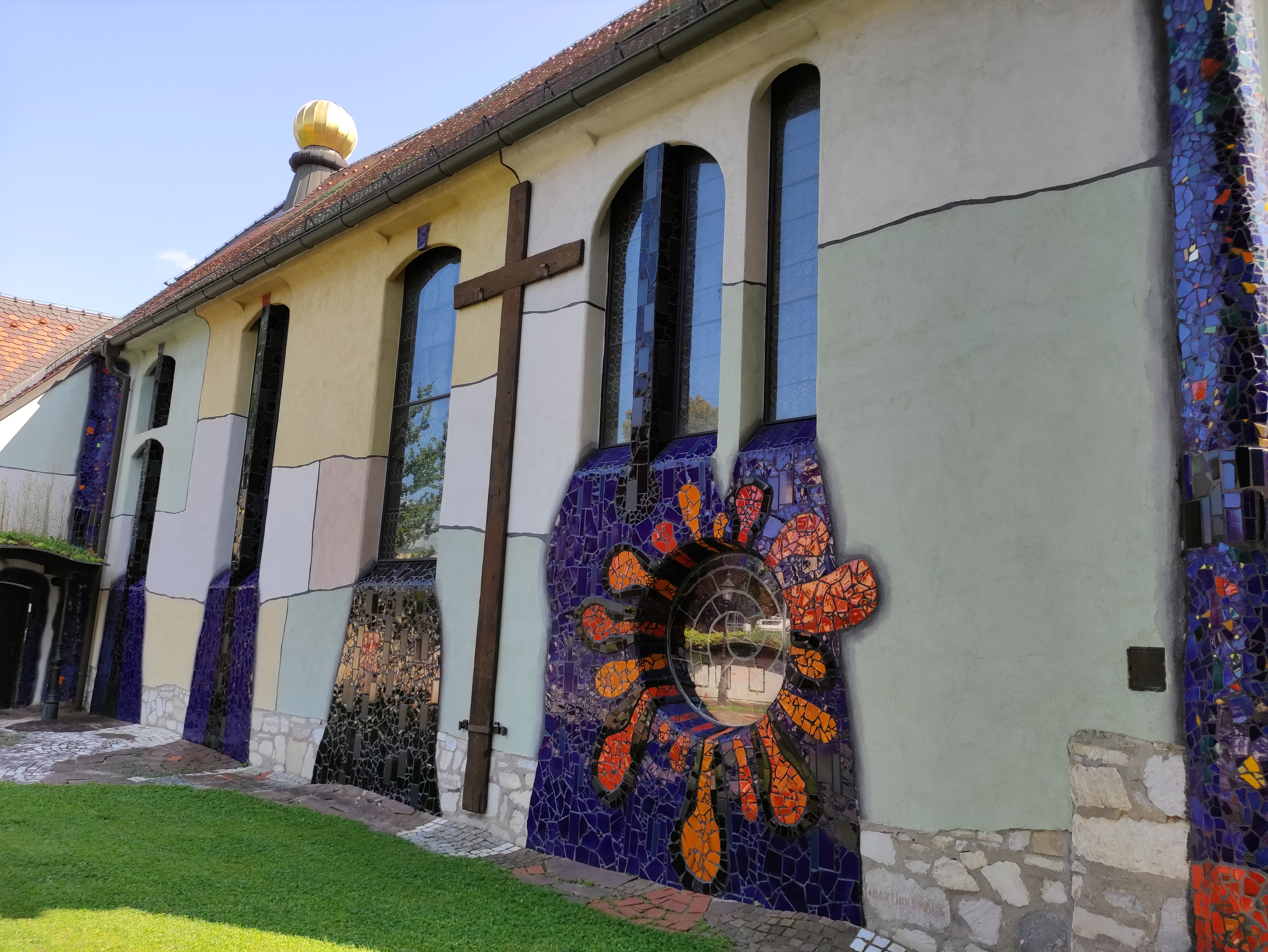
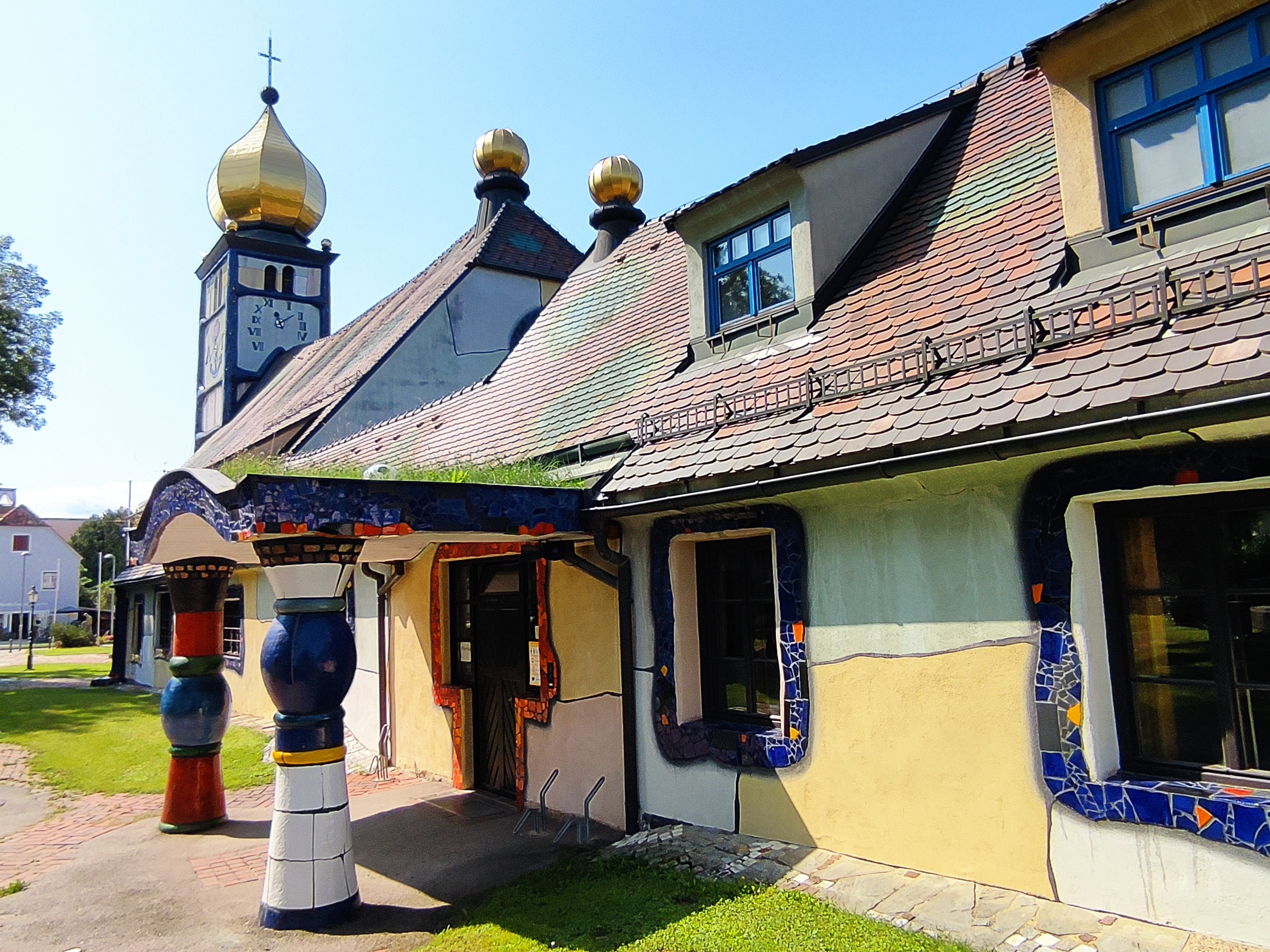
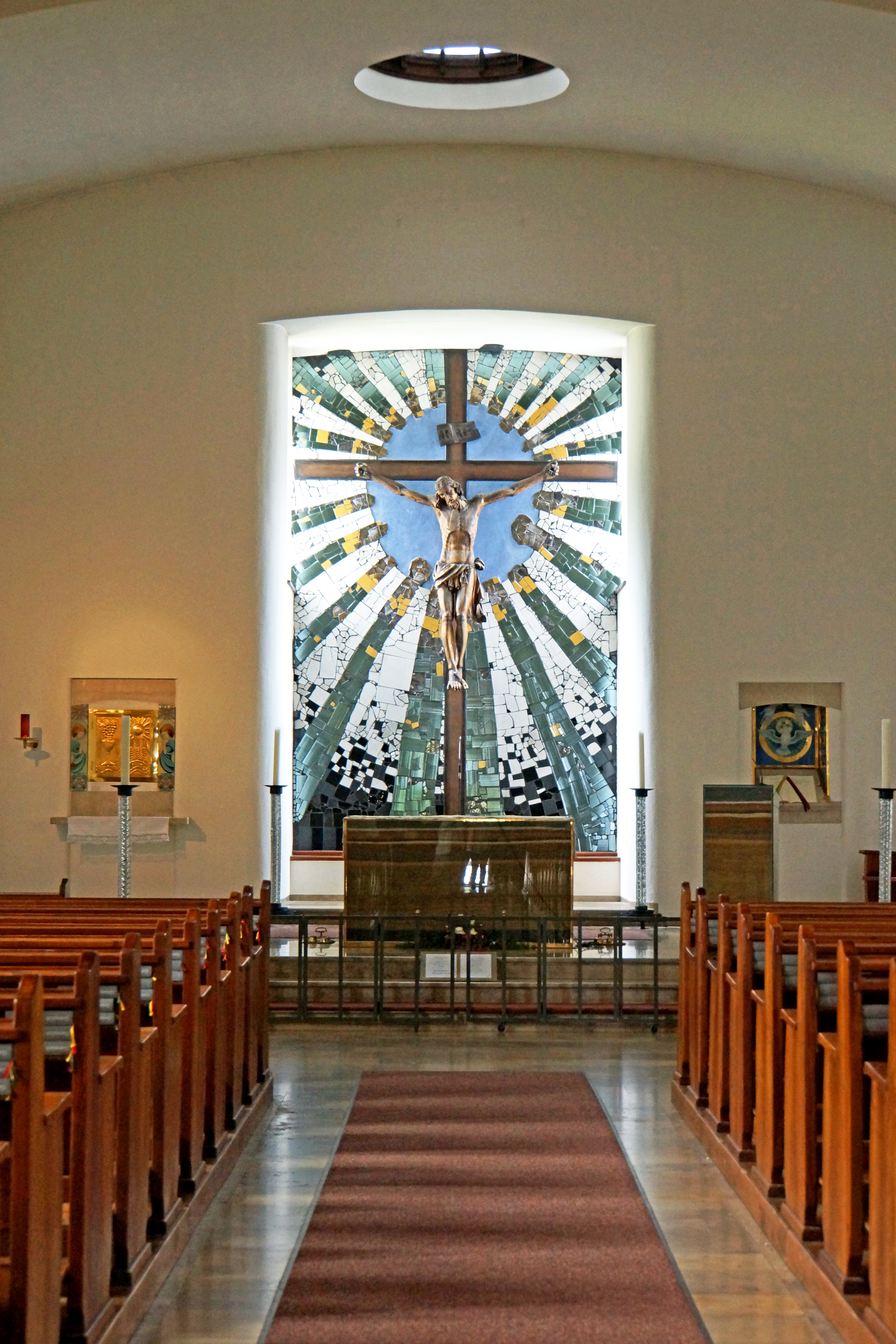

#### Maison Hundertwasser à Vienne

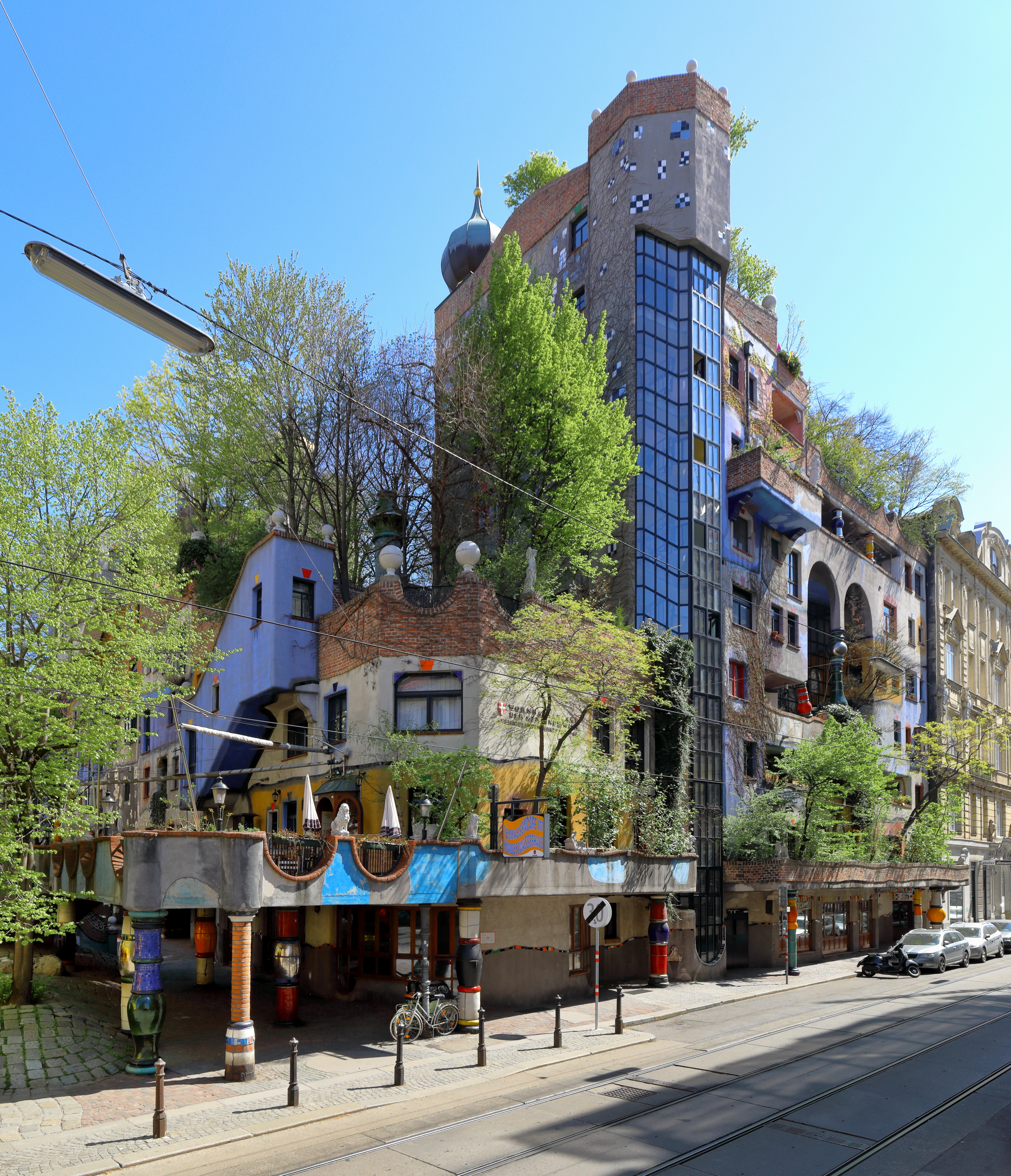
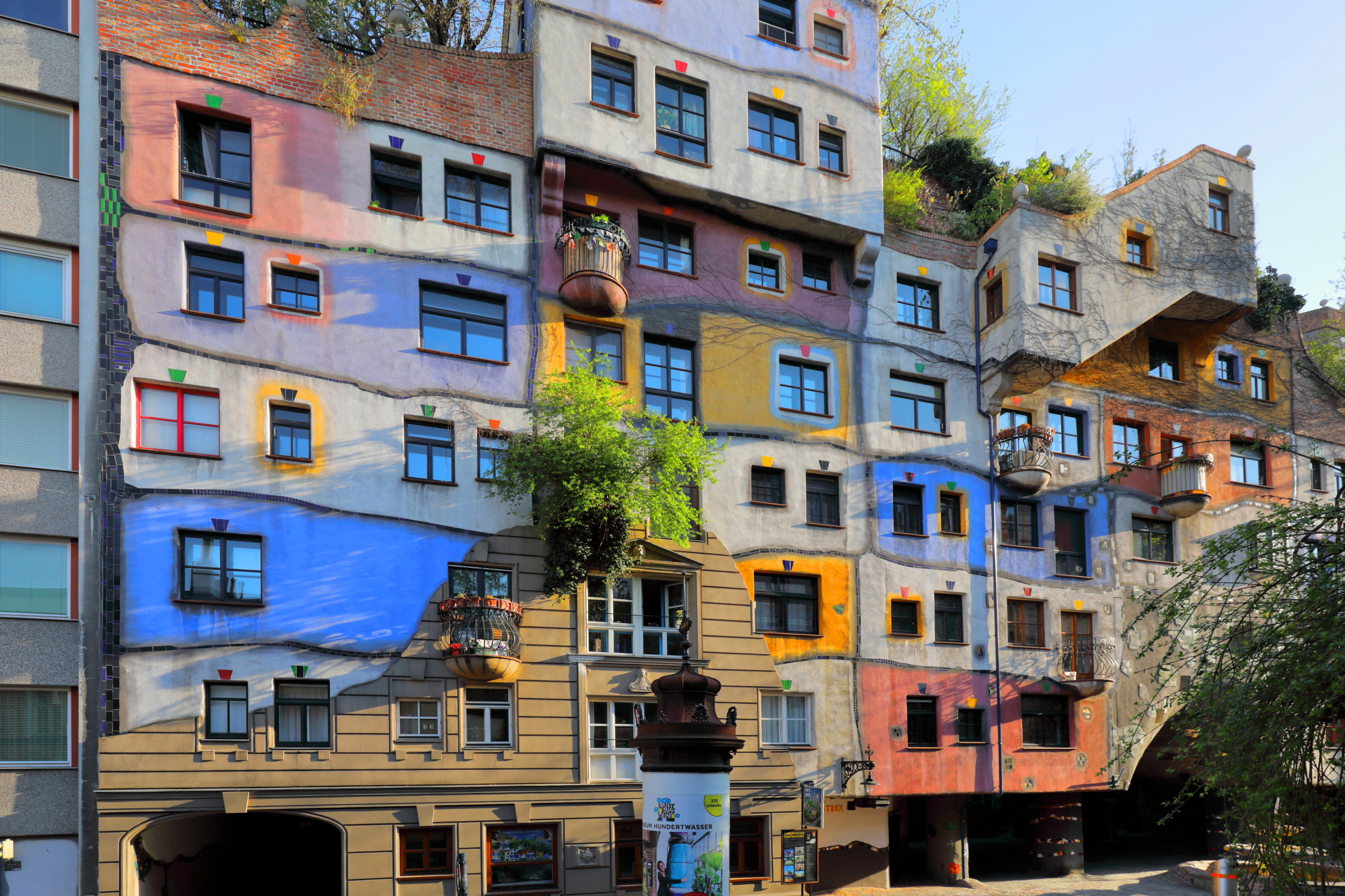
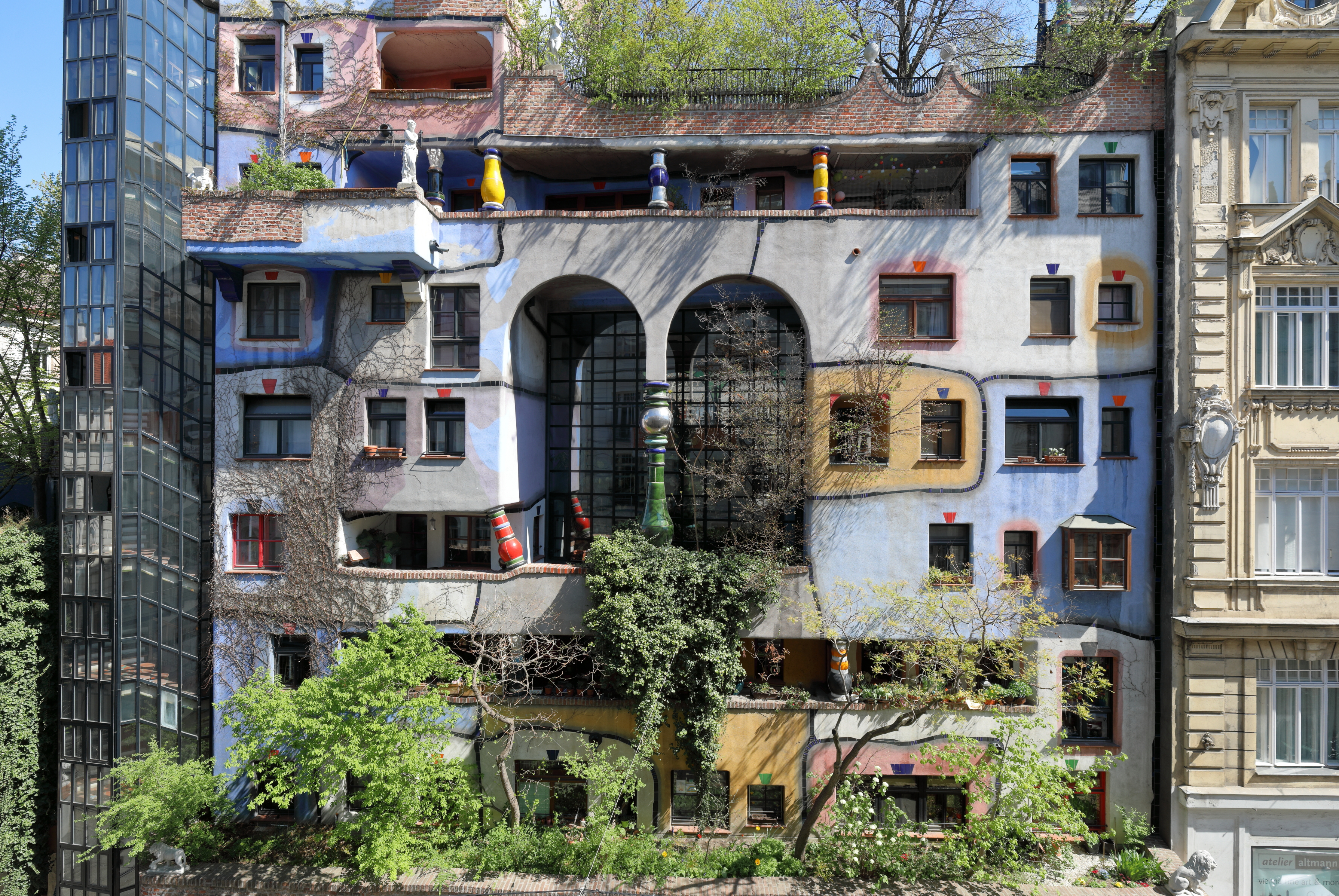
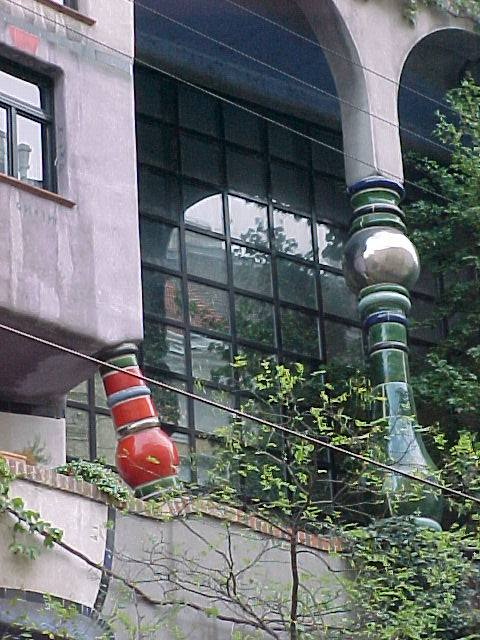

#### Darmstadt (Hesse)

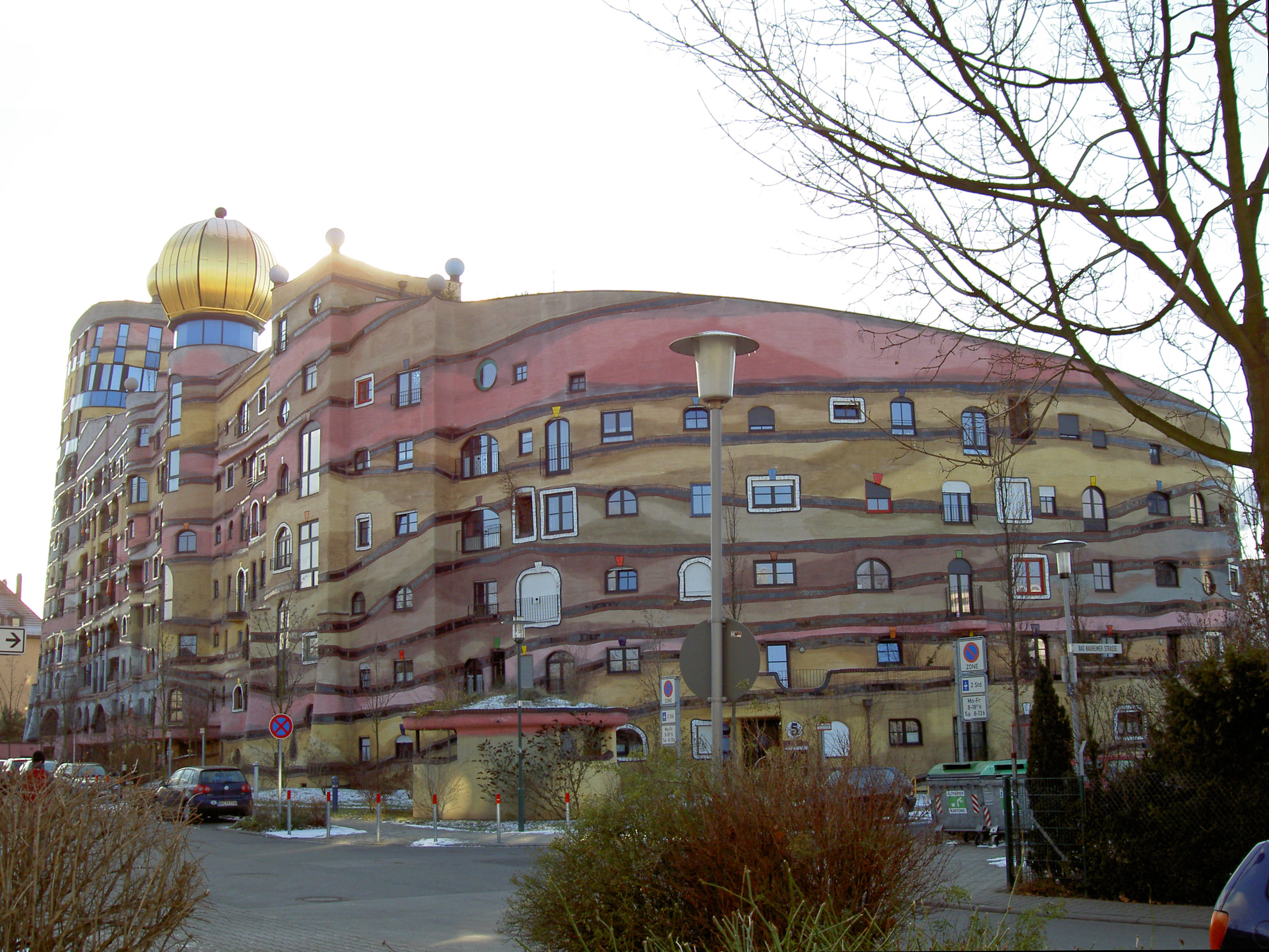
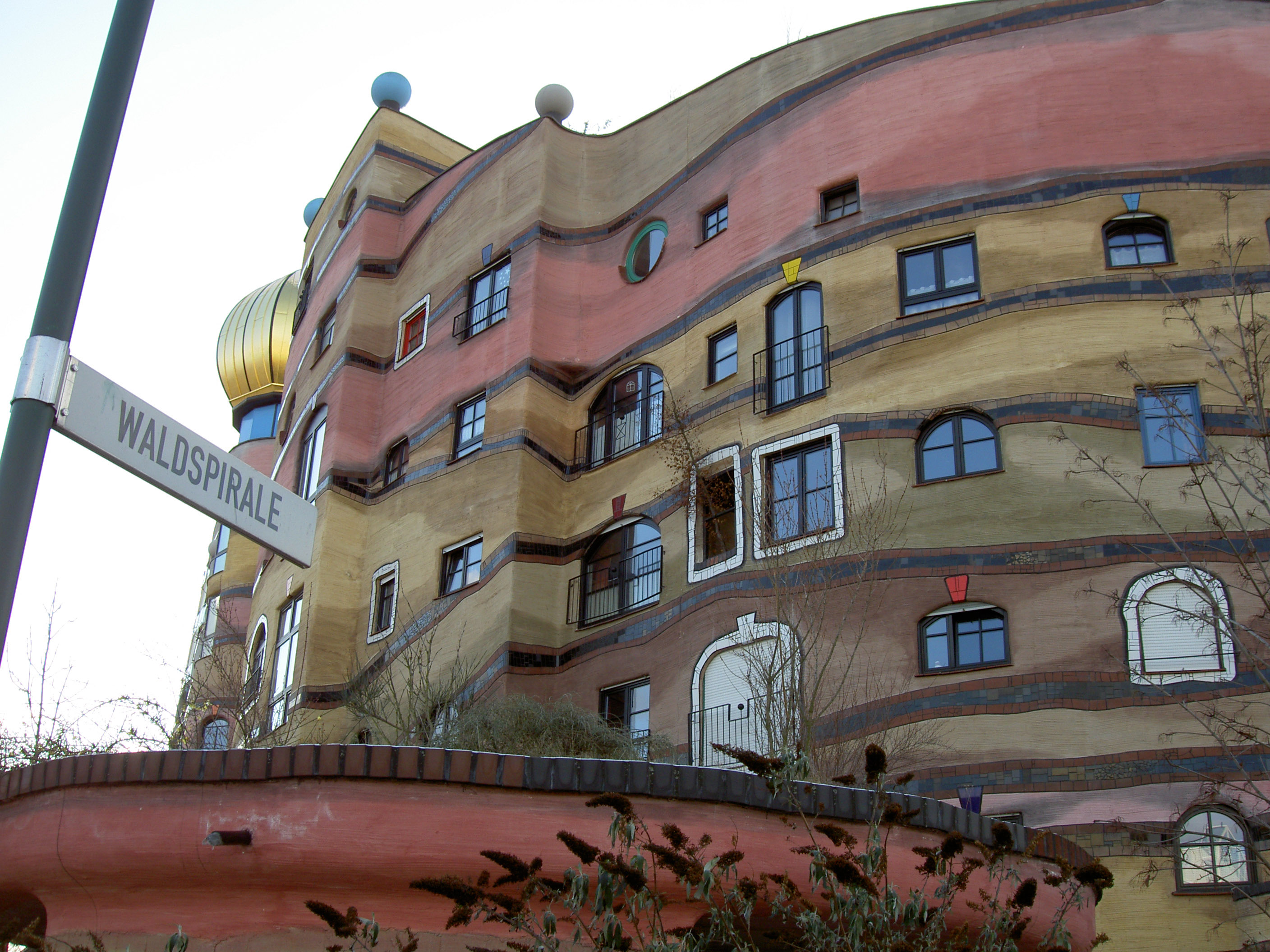
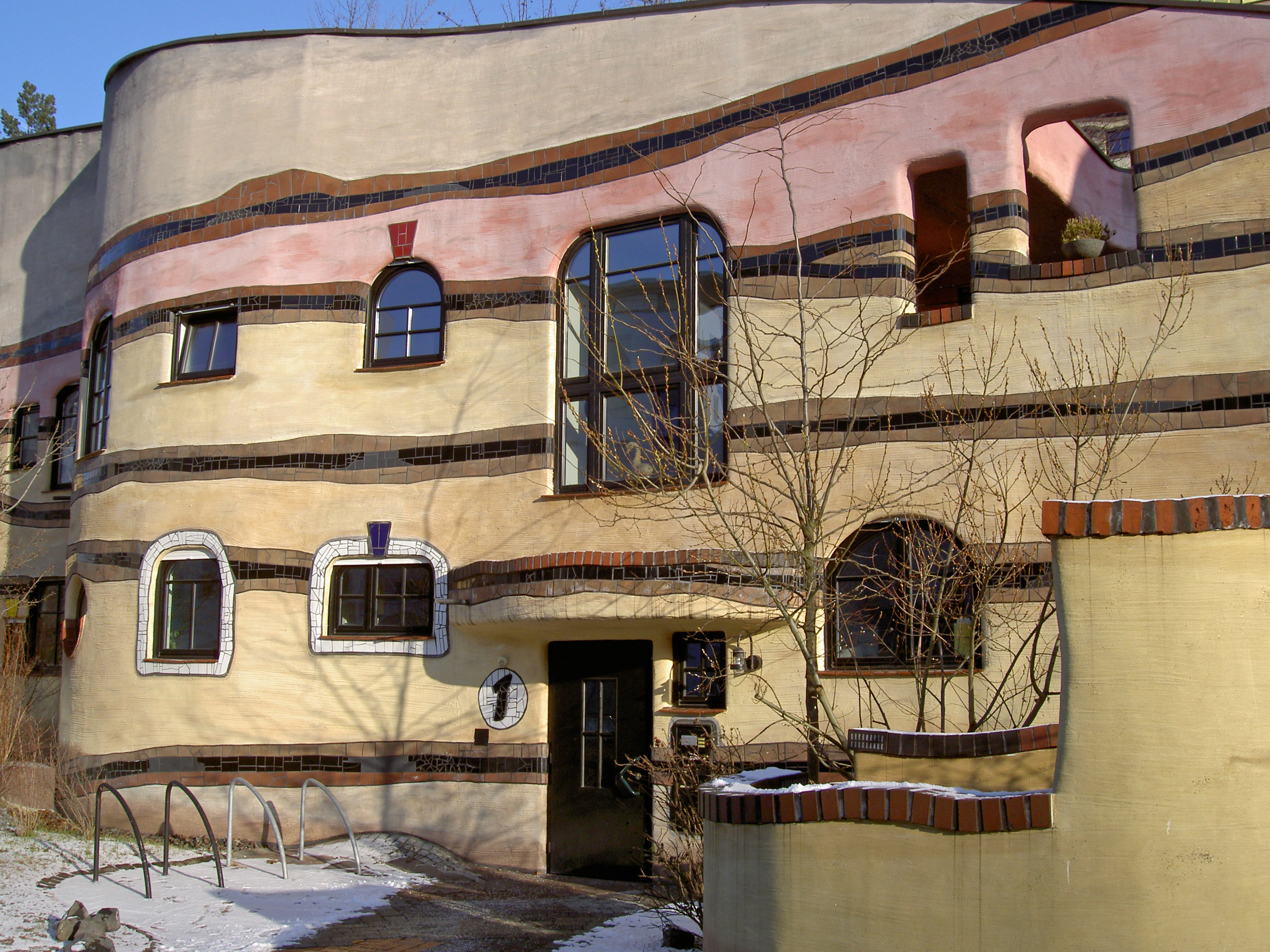
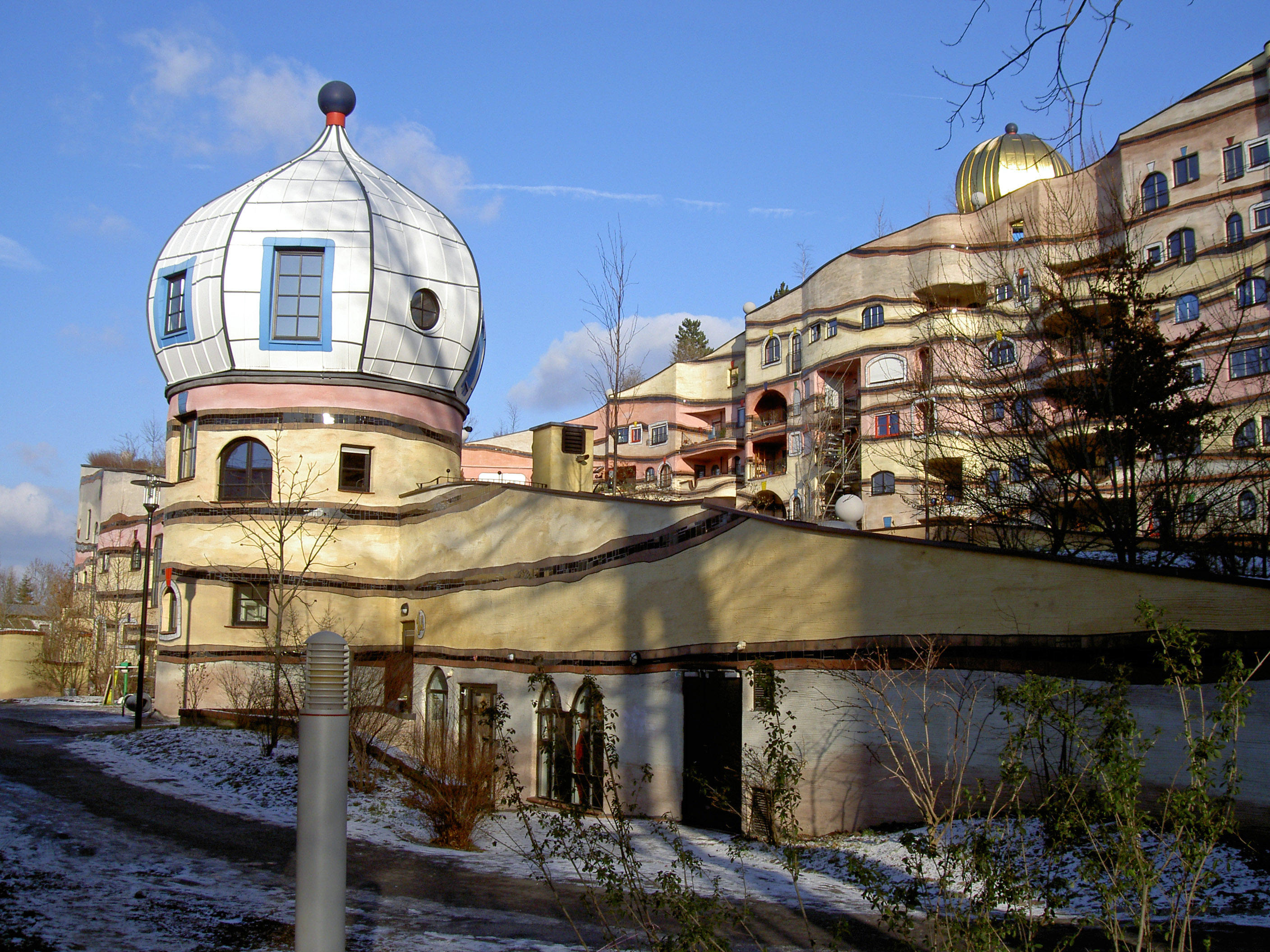
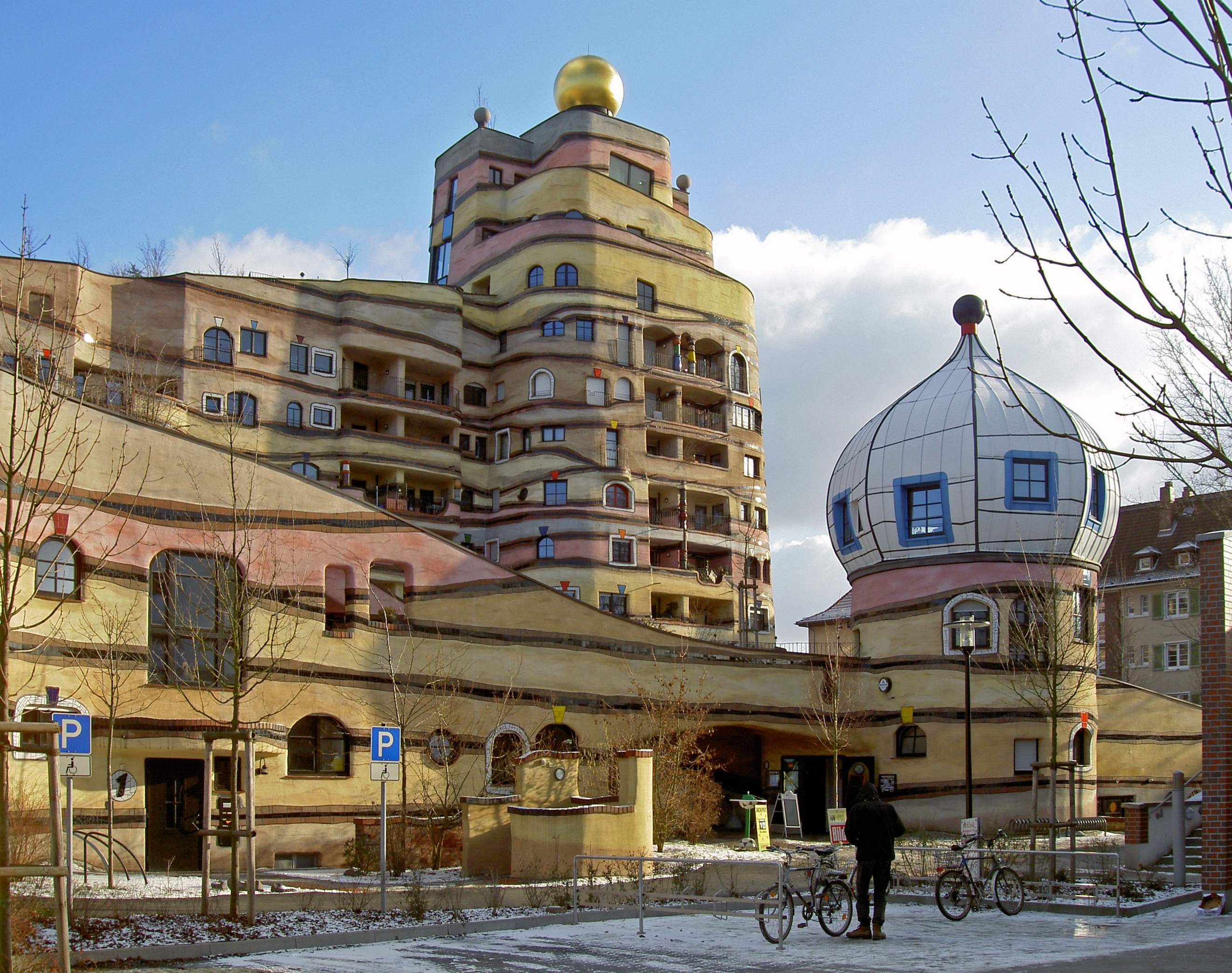
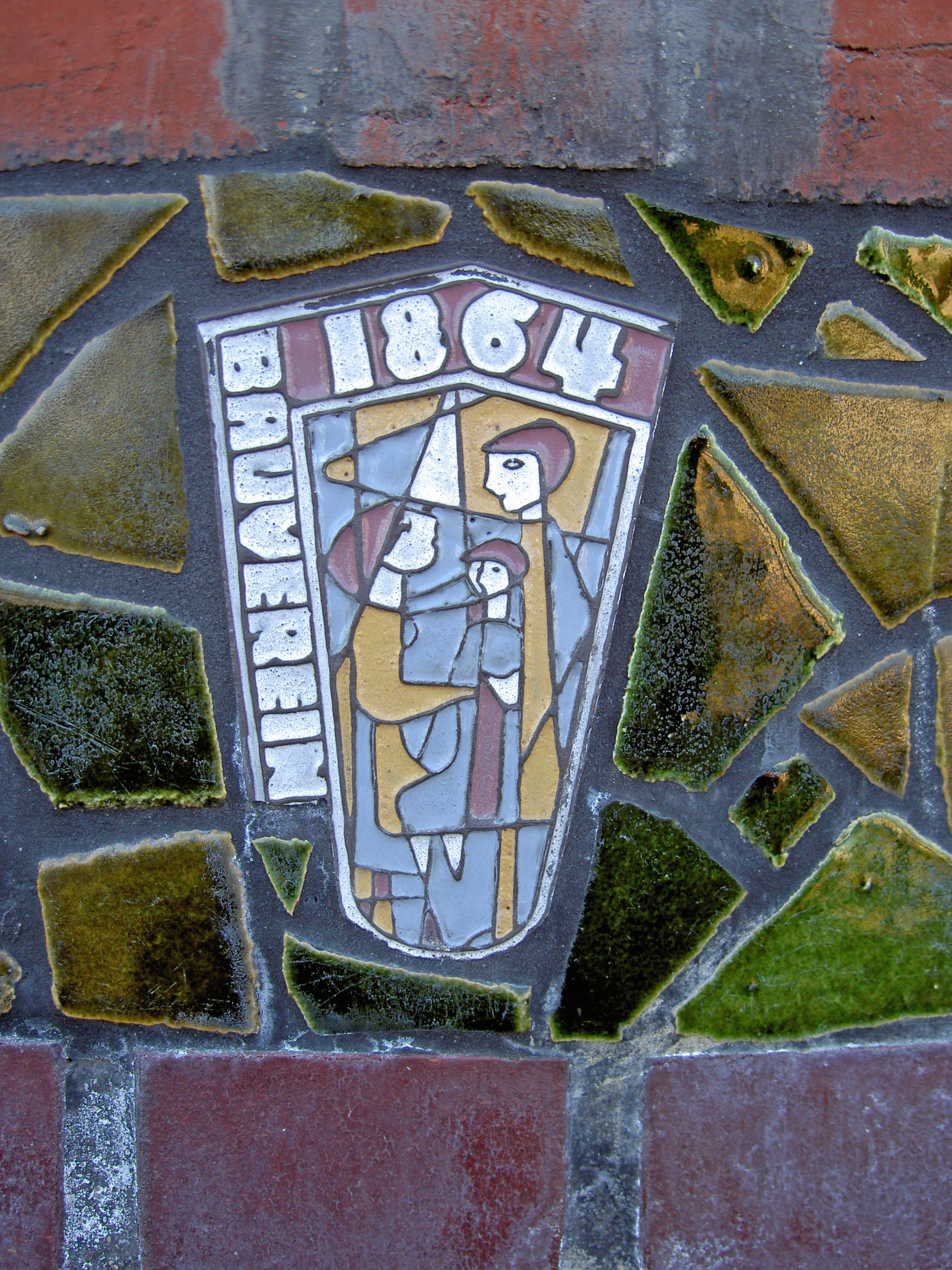

#### Plochingen (Bade-Wurtemberg)

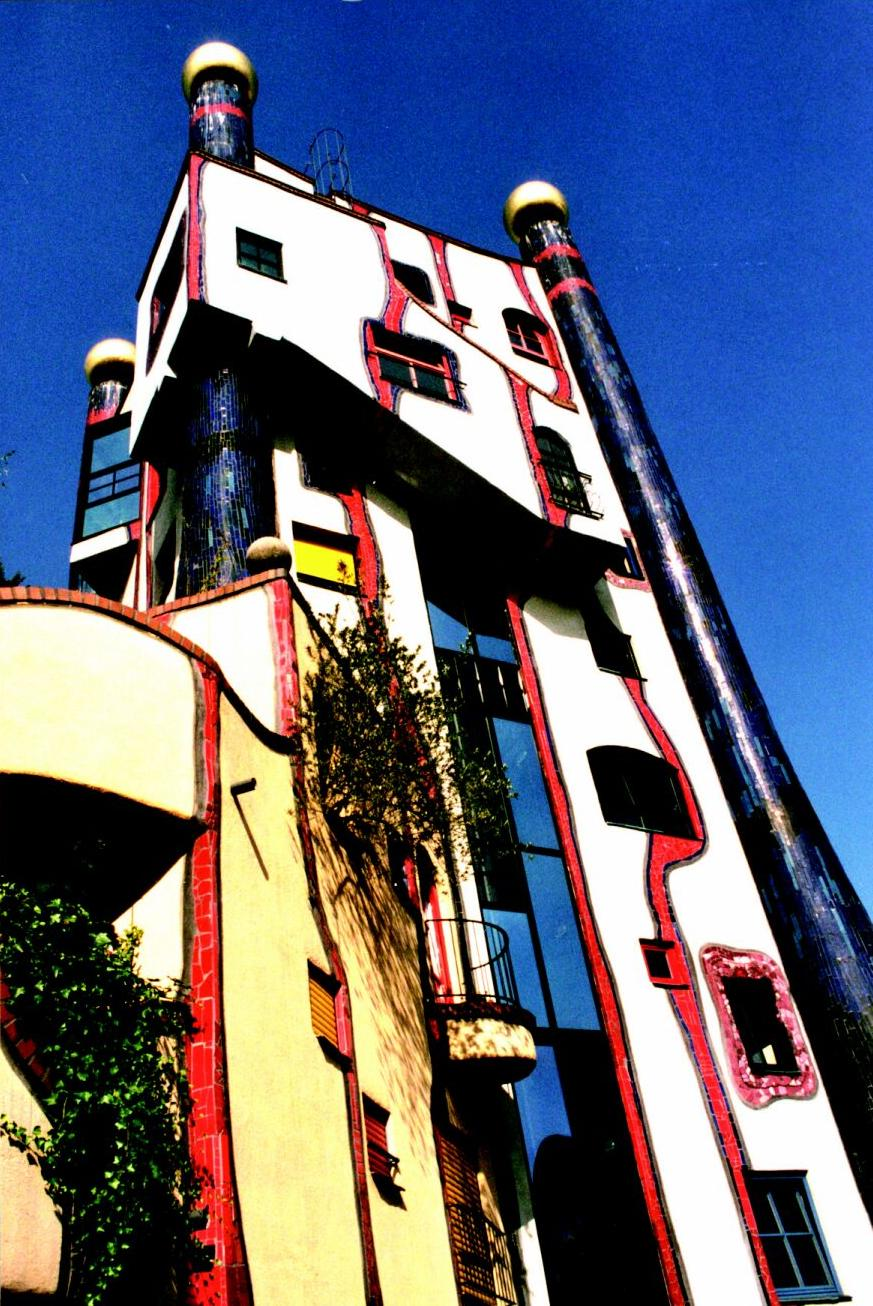

## Galerie

### Autriche

#### Village de Roiten (Rappotenstein)

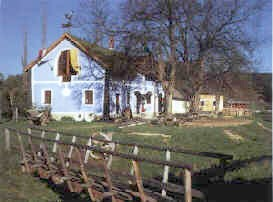
Musée du village.